# Sough
Sough – osada w Anglii, w hrabstwie Lancashire, w dystrykcie Pendle. Leży 50 km na północ od miasta Manchester i 299 km na północny zachód od Londynu.